# Karya Mekar
Karya Mekar is een bestuurslaag in het regentschap Bogor van de provincie West-Java, Indonesië. Karya Mekar telt 3290 inwoners (volkstelling 2010).